# Flugplatz Cremona

i7
i11
i13
Der Flugplatz Cremona (it.: Aeroporto di Cremona-Migliaro, ICAO-Code: LILR) befindet sich in der norditalienischen Region Lombardei, rund 4 km nordnordwestlich der Provinzhauptstadt Cremona bei der Ortschaft Migliaro.

## Infrastruktur und Nutzung
Der Flugplatz hat eine 650 Meter lange und 30 Meter breite asphaltierte Start- und Landebahn mit der Ausrichtung 11/29. Von der Landeschwelle 29 führt eine asphaltierte Rollbahn zu einem Vorfeld in der südöstlichen Ecke des Flugplatzgeländes. Dort befindet sich ein Hangar, kleinere Abfertigungseinrichtungen, ein Hubschrauberlandeplatz sowie Einrichtungen der örtlichen Aero Clubs. Der Flugplatz dient in erster Linie der Allgemeinen Luftfahrt. Von Bedeutung ist auch der Fallschirmsport.

## Geschichte
Der 1957 gegründete Aero Club Cremona regte den Bau des Flugplatzes an. Die Anlage wurde 1964 von der Provinzverwaltung Cremona eingerichtet und 1966 für die inländische Allgemeine Luftfahrt eröffnet. Den Bau der verschiedenen Abfertigungsanlagen übernahm der Aero Club.